# V421 Гидры
V421 Гидры (лат. V421 Hydrae) — двойная звезда в созвездии Гидры на расстоянии приблизительно 60 световых лет (около 18,6 парсек) от Солнца.
Открыта Марией Тересой Руис и др. в 1997 году***. Название Келу-1 (Кейлу-1, Kelu-1) происходит из языка мапуче и означает «красный».

## Характеристики
Первый компонент (WDS J13057-2541A) — коричневый карлик, переменная звезда спектрального класса L2. Звёздная величина диапазона Ic звезды — от +16,96m до +16,94m. Масса — около 0,06 солнечной. Эффективная температура — около 2000 K.
Второй компонент (WDS J13057-2541B) — коричневый карлик спектрального класса L3,5, или L4. Видимая звёздная величина звезды — +22,5. Масса — около 0,055 солнечной. Эффективная температура — около 1800 K. Орбитальный период — около 9120 суток (24,98 года). Удалён на 0,4 угловой секунды (в среднем около 4,75 а.е.).